# 直島諸島
直島諸島（なおしましょとう）は、瀬戸内海（東備讃瀬戸）の備讃諸島に属する島嶼群で、井島の一部を除いて香川県香川郡直島町の区域に属する。場合によっては、井島を除いた香川県側の島のみで直島諸島とすることもある。所属する27の島嶼のうち有人島は5島（直島、向島、家島、牛ケ首島、屏風島）、無人島は22島で、その中心となる直島は同県高松市の北約13km、岡山県玉野市の南約2kmに位置する。
江戸時代は男木島、女木島と合わせて「直島3島」と総称され、郡に相当する広域単位としての「小豆島」に属していたが、明治5年（1872年）に分離されて香川郡へ編入された。
第二次世界大戦後、宇高連絡船が再開すると直島諸島の海域に航路が設定された。1950年（昭和25年）3月25日には、直島西方の海域で1回目の紫雲丸事故が発生している。
主な産業は漁業と観光と直島の金属精錬。近年は直島を中心にリゾートと近代美術で有名になり、2010年にはいくつかの島が瀬戸内国際芸術祭の舞台となった。

## 各島の概要
- 各島の詳細は各島の頁を参照。
- 人口の単位は人。

| 名称         | 読み                   | 自治体        | 面積 km2 | 人口 | 備考                                                                                              |
| ------------ | ---------------------- | ------------- | -------- | ---- | ------------------------------------------------------------------------------------------------- |
| 井島（石島） | いしま                 | 直島町 玉野市 | 2.72     | 103  | 島内に岡山県との県境がある。香川県側は無人で、 集落のある岡山県側では読みは同じく石島と表記する。 |
| 牛ケ首島     | うしがくびじま         | 直島町        |          |      |                                                                                                   |
| 家島         | えじま                 | 直島町        |          |      |                                                                                                   |
| 喜兵衛島     | きへいじま             | 直島町        |          |      | 喜兵衛島古墳群と喜兵衛島製塩遺跡がある無人島                                                      |
| 京ノ上臈島   | きょうのじょうろうじま | 直島町        |          |      | 島名の由来は、宇野あたりの男たちが京から連れて来た女を この島に置き去りにしたという伝説           |
| 直島         | なおしま               | 直島町        | 7.81     | 3277 |                                                                                                   |
| 屏風島       | びょうぶじま           | 直島町        | 0.12     | 31   |                                                                                                   |
| 向島         | むかえじま             | 直島町        | 0.74     | 17   |                                                                                                   |

## ギャラリー

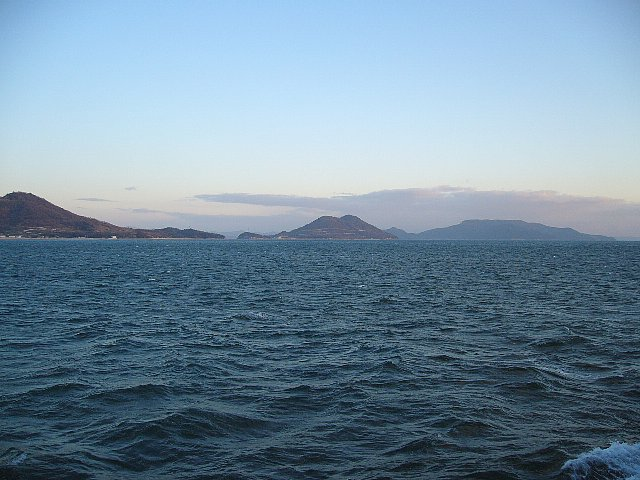
直島諸島　左から女木島、男木島、豊島
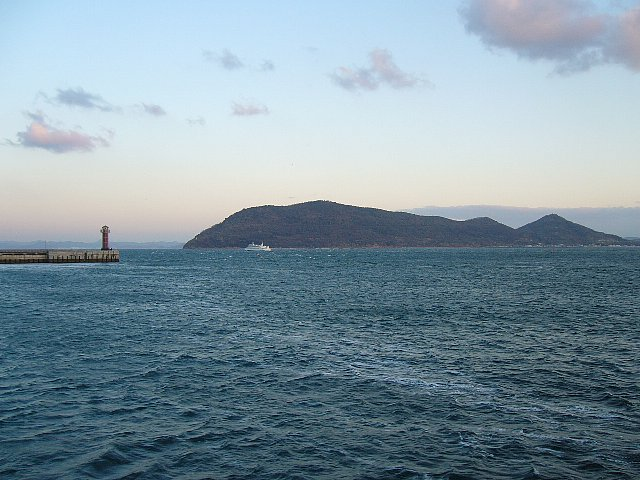
女木島
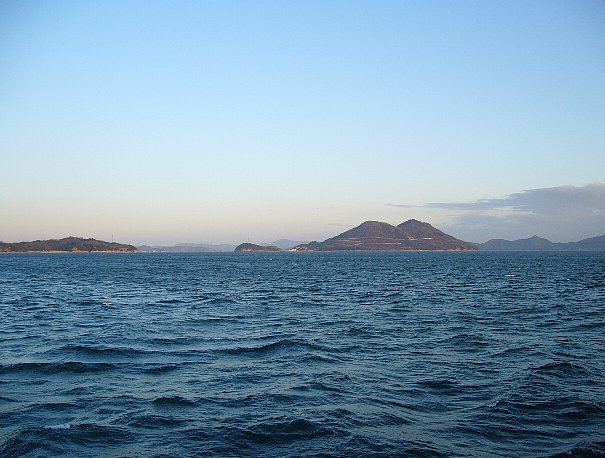
男木島
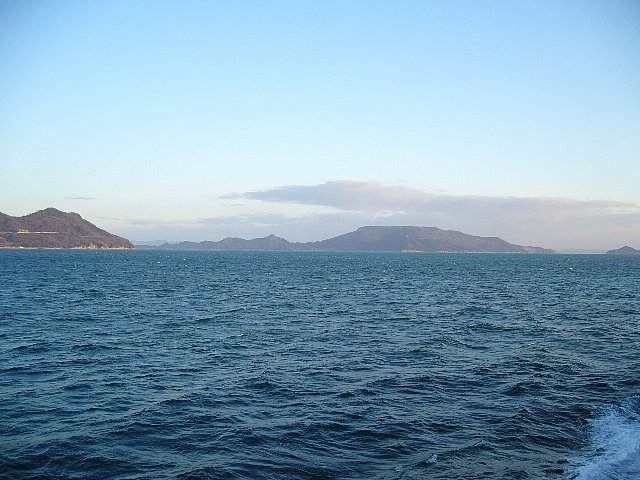
豊島
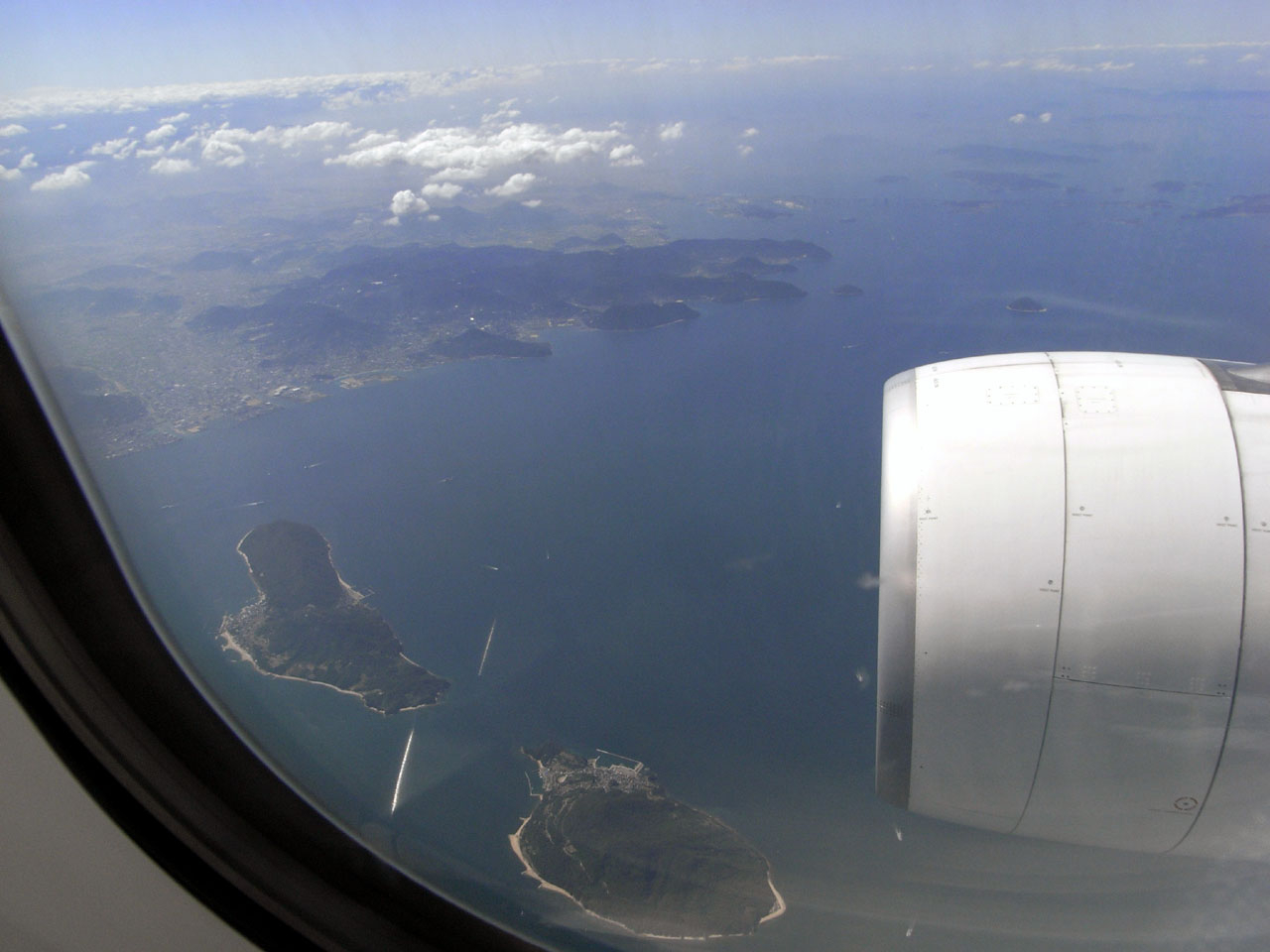
手前・男木島と奥・女木島